# Arconaia
Anemina је род слатководних шкољки из породице Unionidae, речне шкољке.

## Врсте
Врсте у оквиру рода Anemina:
- Arconaia lanceolata (Lea, 1856)